# Liste der Bodendenkmäler in Berngau
Auf dieser Seite sind die Bodendenkmäler in der Oberpfälzer Gemeinde Berngau zusammengestellt. Diese Tabelle ist eine Teilliste der Liste der Bodendenkmäler in Bayern. Grundlage ist die Bayerische Denkmalliste, die auf Basis des Bayerischen Denkmalschutzgesetzes vom 1. Oktober 1973 erstmals erstellt wurde und seither durch das Bayerische Landesamt für Denkmalpflege geführt wird. Die folgenden Angaben ersetzen nicht die rechtsverbindliche Auskunft der Denkmalschutzbehörde.

## Bodendenkmäler der Gemeinde Berngau

### Bodendenkmäler im Ortsteil Berngau
| Lage               | Objekt | Akten-Nr.     | Bild |
| ------------------ | --- | ------------- | ---- |
| Berngau (Standort) | Spätlatènezeitliche Viereckschanze. | D-3-6734-0001 |      |
| Berngau (Standort) | Mesolithische Freilandstation, vorgeschichtliche Siedlung. | D-3-6734-0002 |      |
| Berngau (Standort) | Urnenfelderzeitliche Siedlung. | D-3-6734-0019 |      |
| Berngau (Standort) | Mesolithische Freilandstation, vorgeschichtliche Siedlung. | D-3-6734-0030 |      |
| Berngau (Standort) | Archäologische Befunde des Mittelalters und der frühen Neuzeit im Bereich der Katholischen Pfarrkirche St. Peter und Paul in Berngau, darunter die Spuren von Vorgängerbauten bzw. älterer Bauphasen. | D-3-6734-0077 |      |
| Berngau (Standort) | Mesolithische Freilandstation. | D-3-6734-0078 |      |
| Berngau (Standort) | Vorgeschichtliche Siedlung. | D-3-6734-0079 |      |

### Bodendenkmäler im Ortsteil Mittelricht
| Lage                   | Objekt | Akten-Nr.     | Bild |
| ---------------------- | --- | ------------- | ---- |
| Mittelricht (Standort) | Archäologische Befunde des Mittelalters und der frühen Neuzeit im Bereich der Katholischen Filialkirche St. Leonhard in Mittelricht, darunter die Spuren von Vorgängerbauten bzw. älterer Bauphasen. | D-3-6734-0113 |      |

### Bodendenkmäler im Ortsteil Röckersbühl
| Lage                   | Objekt | Akten-Nr.     | Bild |
| ---------------------- | --- | ------------- | ---- |
| Röckersbühl (Standort) | Archäologische Befunde der frühen Neuzeit im Bereich der Katholischen Filialkirche zur Hl. Dreifaltigkeit in Röckersbühl, darunter die Spuren von Vorgängerbauten bzw. älterer Bauphasen. | D-3-6734-0115 |      |

### Bodendenkmäler im Ortsteil Sondersfeld
| Lage                   | Objekt                                             | Akten-Nr.     | Bild |
| ---------------------- | -------------------------------------------------- | ------------- | ---- |
| Sondersfeld (Standort) | Bestattungsplatz der Hallstattzeit mit Grabhügeln. | D-3-6734-0075 |      |